# Edmond Bordeaux Székely
Pour les articles homonymes, voir Bordeaux (homonymie) et Székely.
 (août 2022).
Si vous disposez d'ouvrages ou d'articles de référence ou si vous connaissez des sites web de qualité traitant du thème abordé ici, merci de compléter l'article en donnant les références utiles à sa vérifiabilité et en les liant à la section « Notes et références ».
Edmond Bordeaux Szekely, né le 5 mars 1905 à Máramarossziget (aujourd'hui Sighetu Marmației, Roumanie) et décédé en 1979, est un érudit hongrois, un philosophe et un expérimentateur de la vie naturelle.

## Biographie
La mère d'Edmond était française de confession catholique et son père était un unitarien hongrois. Les diverses biographies indiquent que Szekely a obtenu son doctorat de philosophie à l'université de Paris, et d'autres indiquent les universités de Vienne et Leipzig. Il a également été professeur de philosophie et de psychologie expérimentale à  l'université Babes-Bolyai à Cluj-Napoca et parlait couramment seize langues dont sanskrit, araméen, hébreu, grec et latin, ainsi que plusieurs langues modernes.
De 1923 à 1925, Szekely étant doctorant, il est autorisé à consulter les Archives secrètes du Vatican, où il a accès à des documents apocryphes en araméen. Plus tard, dans les années 1950, il a aussi accès aux rouleaux de la mer Morte, ce qui lui permet de traduire quantité d'anciens textes araméens. Ces textes, selon lui, montrent que les Esséniens (dont les premiers Chrétiens) étaient végétariens, et que le végétarisme était également enseigné par Jésus.  Plus tard, Szekely traduit des parties du Zend Avesta et des documents du Mexique pré-colombien.
En 1928, il fonde, avec le prix Nobel de littérature Romain Rolland, la Société Biogénique Internationale pour promouvoir et répandre ses recherches. Szekely a beaucoup voyagé, à Tahiti, en Afrique, dans les Carpates, en France, en Europe de l'Est.  Il réduit ses voyages quand il épouse, en 1939, Deborah Shainman, née en 1922, à Brooklyn (New York) et dont la mère fut vice-présidente de l'association végétarienne de New York. En 1940, le couple vient s'établir au Mexique, à Tecate, en Basse-Californie, à quelques kilomètres de la frontière des États-Unis.  Ils appellent leur domaine Rancho la Puerta, où ils peuvent explorer et tester leurs idées. Edmond et Deborah ont deux enfants, Sarah Livia et Alexandre. Tout en s'occupant de son ranch, Edmond poursuit ses recherches, continue d'écrire, à donner des cours et séminaires partout dans le monde. Passionné par l'enseignement laissé par les Esséniens et il publie maints livres sur ce thème, dont le fameux "Évangile essénien" en quatre volumes.
Dans les années 1970, le couple divorce et Edmond se retire du ranch pour aller vivre au Costa Rica. Edmond se remarie avec Norma Nilsson, son assistante depuis longtemps, et continue à se consacrer à ses recherches et enseignements. Il décède en 1979.
Deborah continue à diriger le Rancho la Puerta aujourd'hui (en 2006). De 1984 à 1990, elle met en route la Fondation Inter-Américaine, qui travaille avec les plus démunis en Amérique latine et dans les Caraïbes et elle est la directrice et fondatrice des hôtels Wyndham International.
Norma Nilsson Szekely a assuré la direction de la Société biogénique internationale.